# Milton Nascimento
Milton Nascimento (* 26. října 1942) je brazilský zpěvák a kytarista. Na počátku své kariéry hrál ve dvou skupinách hrajících sambu: Evolussamba a Sambacana. V šedesátých letech byl členem kolektivu Clube da Esquina. Své první sólové album vydal v roce 1967 a následovaly desítky dalších. V roce 1996 přispěl písní „Dancing“ na album Red Hot + Rio. Roku 2008 získal italské ocenění Premio Tenco.